# Cimetière des Arches de Louveciennes
Le cimetière des Arches est le cimetière communal de Louveciennes dans les Yvelines. Il doit son nom aux arches du grand aqueduc qui le traverse, dit « aqueduc de Marly ». En effet huit arches de sa partie septentrionale le surplombent. Il est divisé entre le vieux cimetière et le nouveau cimetière paysager.
Le vieux cimetière a ouvert ses portes en 1880, lorsque des tombes de l'ancien cimetière paroissial y ont été transférées, dont celle de Mme Vigée-Lebrun. Cette partie ancienne est inscrite au patrimoine historique. Il est dominé par un ancien calvaire. Il est enclavé entre la batterie des Arches et l'aqueduc. La seule œuvre d'art est un mur bas-relief avec deux pleureuses pour la sépulture du peintre Léon Kamir (1872-1933), par le sculpteur Henri Bouchard.
Le nouveau cimetière communique par une porte avec l'ancien cimetière. C'est un cimetière paysager avec des pierres tombales identiques et discrètes, à même la pelouse.

## Personnalités inhumées à l'ancien cimetière

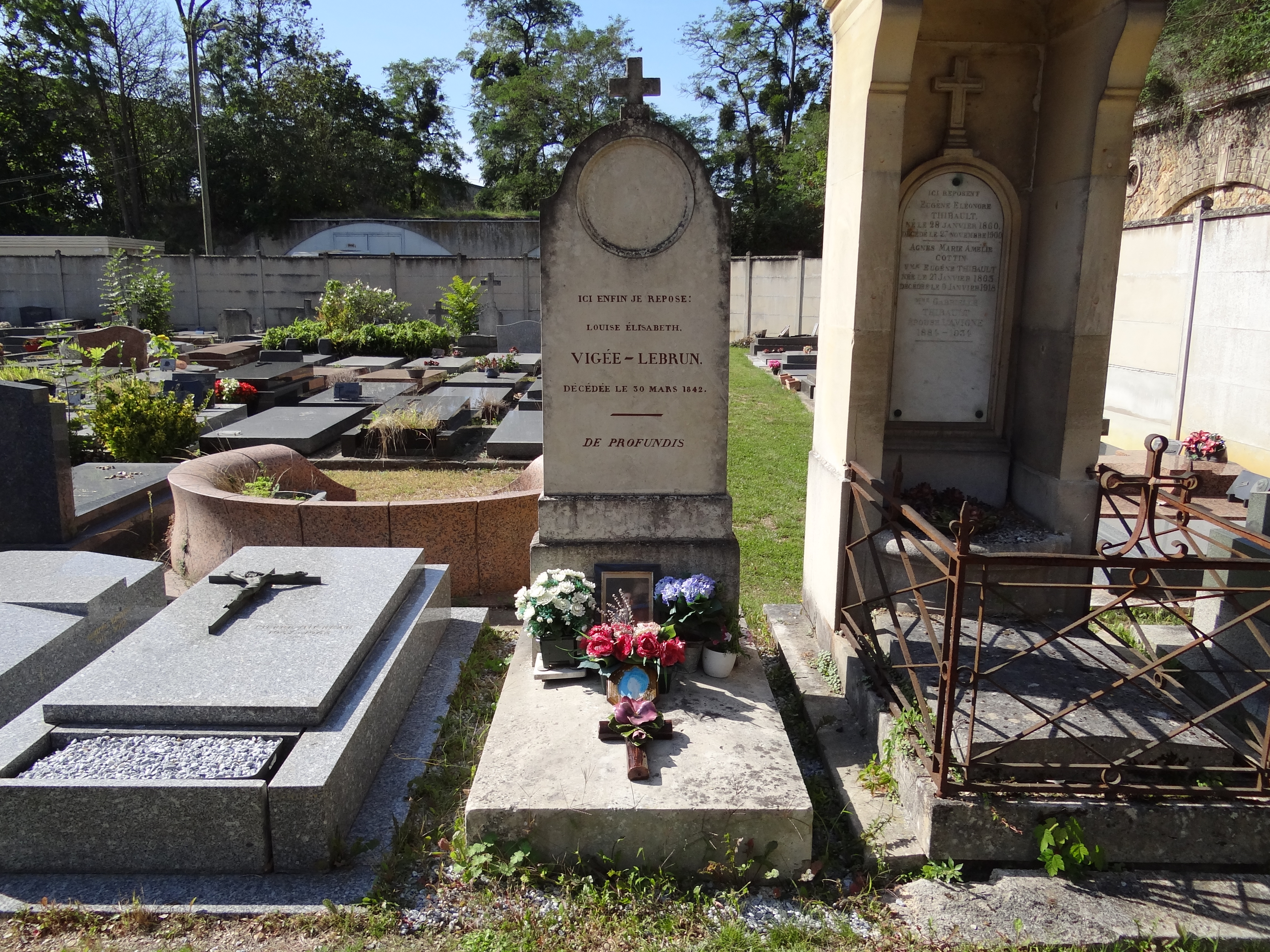
Tombe de Mme Vigée-Lebrun, avec l'épitaphe Ici, enfin, je repose...

- Mme Aubernon née de Nerville (1825-1899), salonnière célèbre de la fin du XIXe siècle
- Julien Cain (1887-1972), administrateur de la Bibliothèque nationale et directeur des Bibliothèques de France
- Tombe de Mme Frémiet, mère du sculpteur Emmanuel Frémiet
- Marion Game (1938-2023), née Madeleine Gamé, comédienne
- Charles de Guillebon (-1947), commandant du cargo Grandcamp qui a explosé à Texas City
- Nicole Henriot-Schweitzer (1923-2001), pianiste (nièce de Charles Munch, cf ci-dessous)
- Léon Kamir (1872-1933), peintre
- Charles Munch (1891-1968), chef d'orchestre
- Jean-Paul Palewski (1898-1976), frère de Gaston Palewski, avocat et homme politique
- Gabriel Perreux (1893-1967), historien et journaliste
- Philippe Tiranty (1883-1973), photographe et éditeur
- Élisabeth Vigée-Lebrun (1755-1842), peintre, tombe transférée du cimetière paroissial désaffecté.

## Personnalités inhumées au nouveau cimetière
- Alain Bernardin (1916-1991), fondateur du Crazy Horse Saloon
- André Casanova (1919-2009), compositeur
- Tombe de la famille Chancel : parents de la chanteuse Sheila (née Annie Chancel) et juste derrière de son fils Ludovic Bayle (1975-2017)
- Pierre-François Queuille (1911-1995), diplomate, auteur d'ouvrages sur l'histoire de la diplomatie, fils du président du conseil Henri Queuille
- Hélène Regelly (1904-2001, née Pellégé, épouse Delmas), artiste lyrique
- Jean-Pierre Pernaut (1950-2022), journaliste et célèbre présentateur du journal télévisé de 13h de TF1 de 1987 à 2020.